# Битва при Сливнице
Битва при Сливнице (болг. Битка при Сливница, серб. Битка на Сливници) — сражение, произошедшее 5—7 (17—19) ноября 1885 года между болгарской и сербской армиями, в котором болгарская армия одержала победу, что в итоге определило исход сербско-болгарской войны в пользу Болгарии.

## Перед сражением
Князь Александр прибыл вечером 16 ноября и обнаружил хорошо подготовленную оборонительную позицию, занятую 9 батальонами и около двумя тысячами добровольцев, а также 32 орудиями, под командованием майора Гучева. Позиция состояла из почти 4 км траншей и артиллерийских редутов по обе стороны от главной дороги на гребне перед деревней Сливница. Справа была крутая гористая местность, в то время как на левом крыле были невысокие холмы Вискяр в направлении Брезника.
Три сербские центральные дивизии также прибыли 16-го числа и остановились, чтобы прийти в себя после ожесточенных боёв с болгарами на перевале Драгоман. Моравская дивизия находилась у Трана, на некотором расстоянии к югу от своей цели, Брезника. Линия фронта у Сливницы имела три боевых участка, на которых 12 000 болгар противостояли 25 000 сербов.

## Ход сражения
5 (17) ноября
Утром 5 ноября под дождем и в тумане завязались бои. В 9 часов сербская Дунайская дивизия начала первую атаку у Сливницы, в основном без поддержки артиллерии, у которой не было достаточной дальности действия. Однако сербы были отброшены назад огнём батареи капитана Георгия Сильянова, потеряв около 1200 человек. После чего по приказу князя Александра I Баттенберга болгарские войска перешли в контратаку в районе села Мало-Малово, отбила высоты справа и оттеснила Дунайскую дивизию к дороге. Сербские части отступили, но совершили ещё несколько безуспешных атак.
Несмотря на успех, из-за нехватки боеприпасов болгарский правый фланг был вынужден отойти на укрепленные позиции. Князь Александр опасался, что может проиграть решающее сражение, поэтому приказал подготовить план эвакуации болгарской столицы, но также приказал усилить левый Сливненский фланг. В течение дня обе стороны получили подкрепления, и болгарская армия достигла 20 000 человек, сербская — более 31 000.
6 (18) ноября
На следующий день погода осталась дождливой и холодной. Бои шли по всей линии фронта. Сербская Моравская дивизия взяла село Брезник, и вышла к левому флангу позиций болгар у Сливницы, где соединилась с Шумадийской, Дунайской и Дринской дивизиями. Левый фланг болгар оказался под угрозой прорыва. Моравская дивизия начала развивать наступление на юг и юго-запад. Чтобы остановить это продвижение, отряд болгарской армии капитана Стефана Кисова, 1950 человек, выдвинулся в тыл наступавшим сербам и атаковал штаб Моравской дивизии в селе Брезник. В ходе упорного боя сербы разбили болгарский отряд. Но задача была выполнена: сербское наступление на Сливницу было сорвано, и они, чтобы прикрыть позиции с юга, были вынуждены перебросить на этот участок два батальона.
В это же время болгарское командование решило провести атаку на конце правого фланга, в ходе которой сербы оставили села Тудень, Комштица и Смольча.
7 (19) ноября
В результате подхода резервов к началу дня сербы имели в строю 40 000 человек, болгары — 32 000. Ранним утром 7 ноября капитан Христо Попов и возглавляемый им отряд двинулись к деревне Гургулят, где столкнулись с тремя сербскими батальонами, одной батареей и эскадроном и разгромили их.
В это же время на севере сербам удалось отбить часть своих ранее потерянных позиций. Капитан Марин Маринов, командир Бдинского полка, приказал перейти в штыковую контратаку и сам, ведя своих бойцов, был тяжело ранен и через несколько дней скончался от ран. На помощь болгарам поспевают отряды резервистов из города Плевна и артиллерийская батарея. Завязалось ожесточённые бои, в ходе которых сербы отступили. Это стало общим сигналом для перехода болгар в наступление по всему фронту, которое началось в полдень. Сербская армия отступила за границу, а отряд капитана Косты Паница, нанеся поражения сербам у Ропота и Комштица, вторгся в Сербию, тем самым закончив сражение при Сливнице.

## Память
Рассказ болгарского писателя Ивана Вазова «Вылко на войне», изданный в 1886 году, о сражении при Сливнице.

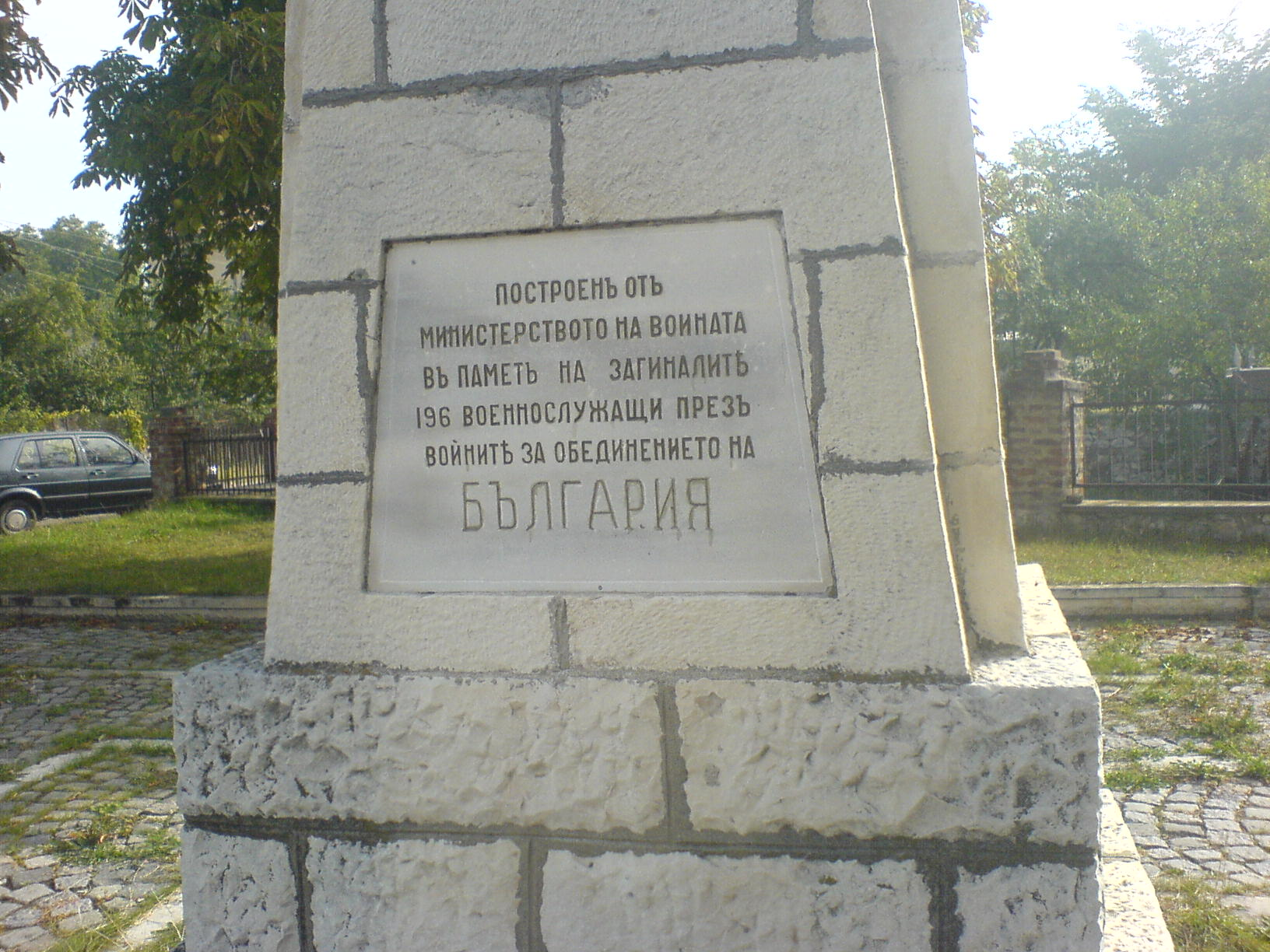
Памятник погибшим 196 воинам. Памятная плита в Сливнице
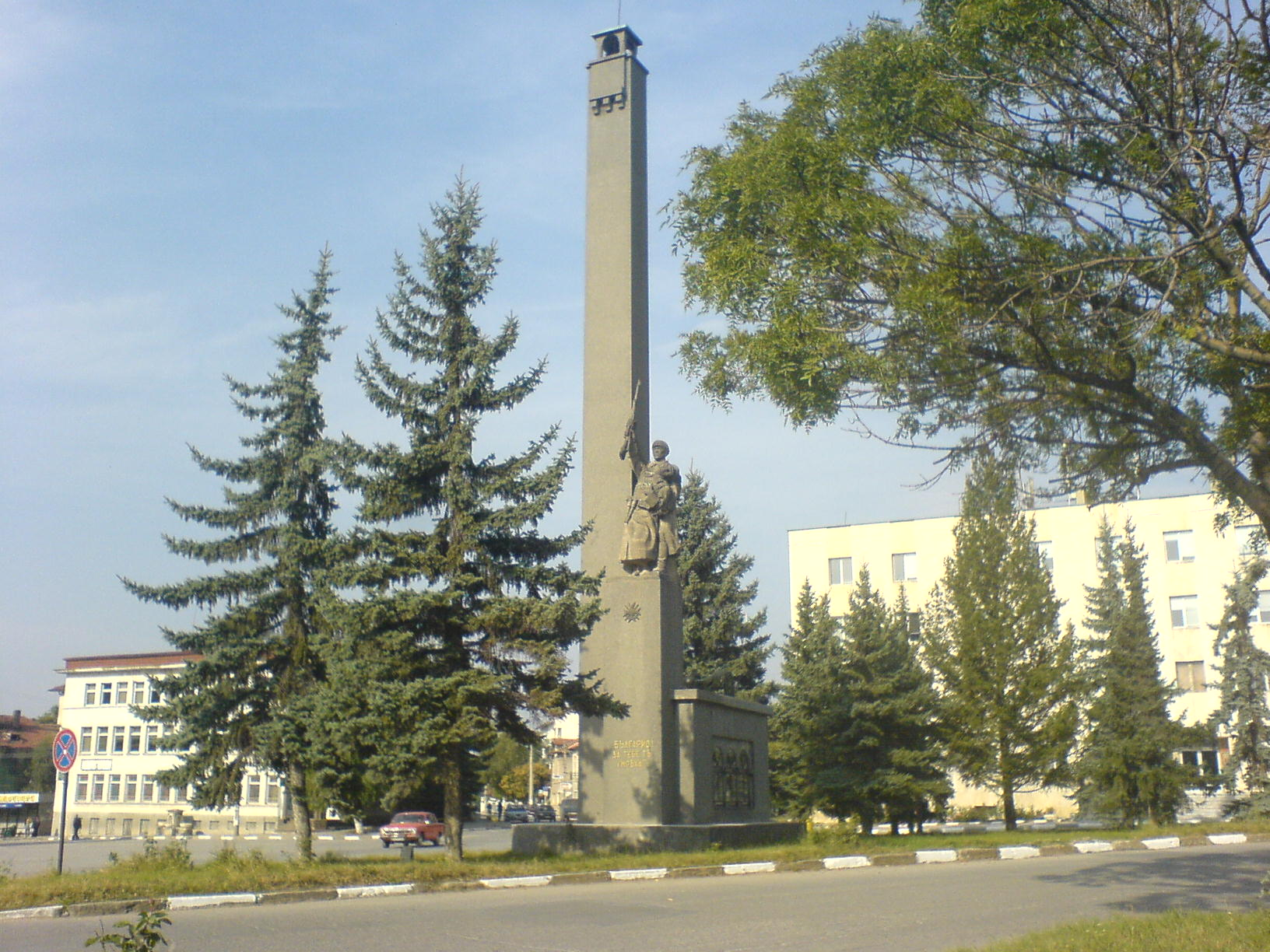
Памятник погибшим в сербско-болгарской войне. Сливница